# Ratpenat de Daar-es-Salaam
El ratpenat de Daar-es-Salaam (Pipistrellus permixtus) és una espècie de ratpenat de la família dels vespertiliònids que només es troba a Tanzània.